# Partido judicial de Estepa
El partido judicial de Estepa es uno de los 85 partidos judiciales en los que se divide la comunidad autónoma de Andalucía y creado por Real Decreto en 1983, como número quince de los quince en que se divide la provincia de Sevilla, en España.

## Ámbito geográfico

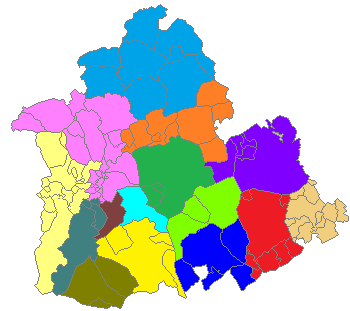
Partidos judiciales de la provincia de Sevilla.

| Partido Judicial | Capital de partido | Municipios que comprende                                                                                               |
| ---------------- | ------------------ | --- |
| 15               | Estepa             | Aguadulce, Badolatosa, Casariche, Estepa, Gilena, Herrera, Lora de Estepa, Marinaleda, Pedrera y La Roda de Andalucía. |